# Lakshmidevipura, Dod Ballapur
Lakshmidevipura là một làng thuộc tehsil Dod Ballapur, huyện Bangalore Rural, bang Karnataka, Ấn Độ.